# Jensen S-V8
Der Jensen S-V8 ist ein Fahrzeug, das unter der Marke Jensen zwischen 2001 und 2002 vertrieben wurde. Das zweisitzige Cabriolet wurde auf der British International Motor Show im Jahr 1998 vorgestellt. In das Unternehmen hatten private und öffentliche Investoren, darunter die Stadt Liverpool und das Department of Trade and Industry, 10 Millionen britische Pfund investiert. Im Oktober 1999 gab der Hersteller 110 Bestellungen für die geplante Produktion von zunächst 300 Einheiten bekannt.
Die Produktion der Fahrzeuge begann im August 2001 in einer Fabrik in Speke bei Liverpool. Die Fertigung wurde jedoch bereits nach 20 Fahrzeugen eingestellt. 18 Wagen waren noch im Aufbau, als das Unternehmen im Juli 2002 Insolvenz anmeldete. Die nicht fertigen Fahrzeuge wurden 2003 an die SV Automotive verkauft, die weitere 12 Jensen S-V8 fertigstellte und für einen Preis von 38.070 britischen Pfund verkaufte.

## Technische Daten
Der S-V8 wird von einem 4,6-Liter-V8-Motor von Ford angetrieben. Die Leistung von 325 PS ermöglicht eine Beschleunigung in 5 Sekunden von 0 auf 100 km/h.

## C-V8
Als Ergänzung für das Cabriolet wurde im Jahr 2000 auf der British International Motorshow in Birmingham ein Coupe als neue Version des Jensen C-V8 vorgestellt. Angesichts der Insolvenz des Unternehmens wurde lediglich ein nicht fahrbereiter Prototyp gebaut.